# Bandeira da Confederação Iroquesa
A bandeira da Confederação Iroquesa é a bandeira usada para representar as seis nações dos iroqueses. É uma bandeira roxa com quatro quadrados brancos conectados e um pinheiro branco oriental no centro. 

## História

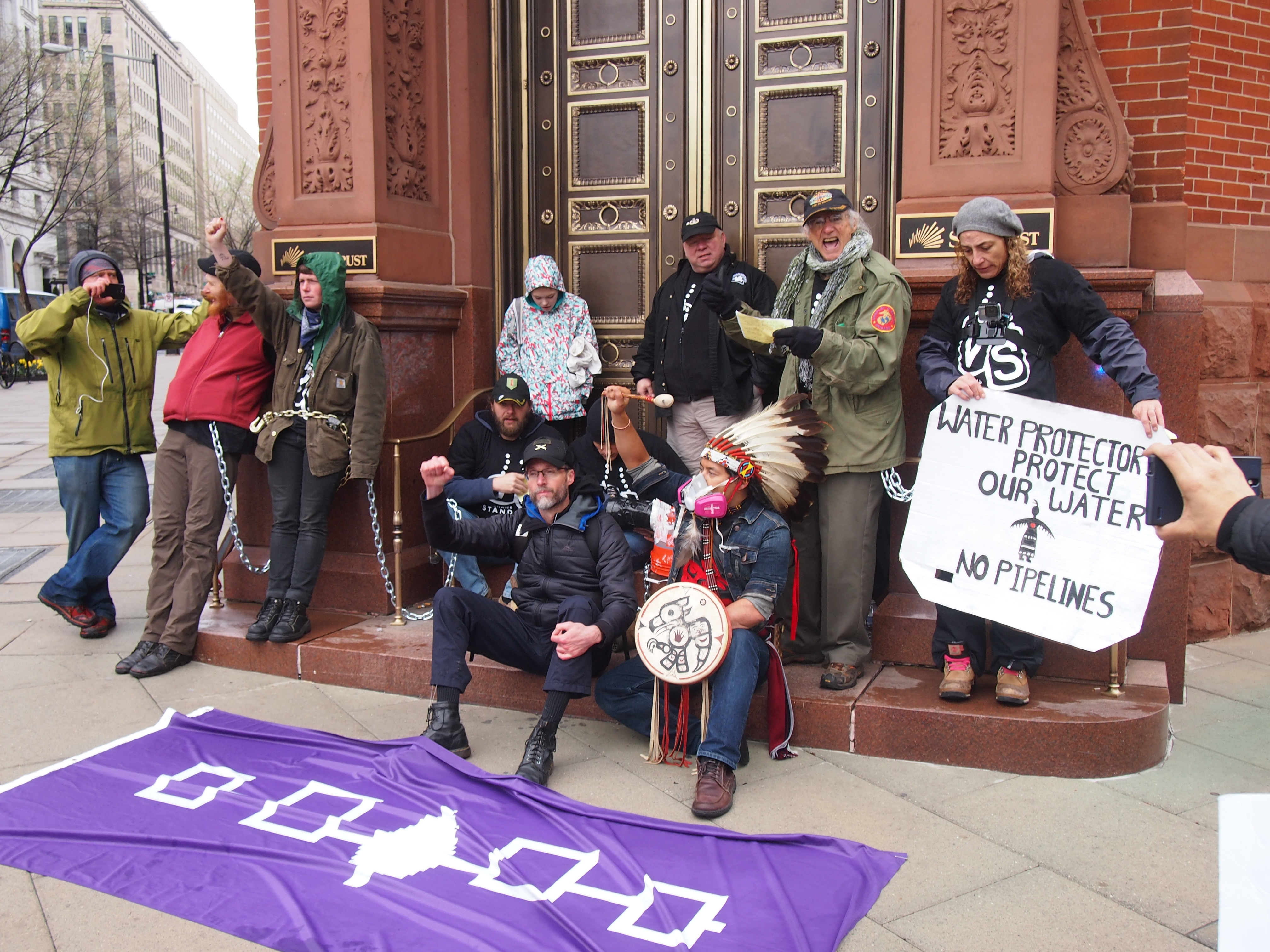
Ativistas com bandeira iroquesa em protestos contra o oleoduto Dakota Access

Na década de 1980, a seleção masculina de lacrosse dos Iroqueses precisava de uma bandeira antes de uma competição na Austrália para representar Haudenosaunee como uma entidade independente. Rick Hill, um artista, escritor e educador Tuscarora associado ao time de lacrosse, trabalhou com a dupla de pai e filho Mohawk, Harold e Tim Johnson, de Tonawanda do Norte em Nova York, para criar o design. Harold Johnson administrava uma loja de camisetas em Niagara Falls, Nova York, e seu filho Tim Johnson era estudante na Universidade Estatual de Nova Iorque em Buffalo. O rascunho original de Hill foi inspirado pelo fiel Onondaga Oren Lyons e adaptado pelos Johnsons. A equipe de lacrosse aceitou o design e mais tarde ele se tornou um símbolo para Haudenosaunee. 

## Simbolismo

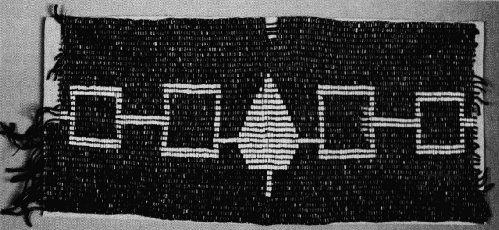
Cinto Hiawatha

O desenho da bandeira é baseado no cinturão Hiawatha, um símbolo que remonta à união original das cinco tribos de Haudenosaunee.  O cinto wampum foi um símbolo de unidade entre as cinco (e mais tarde seis) tribos por centenas de anos antes de sua adaptação para uso como bandeira. 
O roxo é considerado "a cor dos iroqueses", pois é a cor derivada das conchas dos moluscos usadas na fabricação do wampum.  Os quatro quadrados e uma árvore representam cada uma das cinco nações originais dos Haudenosaunee. Da esquerda para a direita são: Seneca, Cayuga, Onondaga (a árvore), Oneida e Mohawk.  A sua colocação na bandeira reflecte a sua localização geográfica.  O pinheiro branco oriental também representa a Árvore da Paz dentro da nação Onondaga, onde as cinco nações se uniram para formar os Haudenosaunee.  Apropriadamente, as agulhas do pinheiro branco oriental estão agrupadas em grupos de cinco. 